# Бафата
Бафата — місто в центральній частині Гвінеї-Бісау, адміністративний центр округу Бафата. В місті народився Амілкар Кабрал — відомий діяч боротьби за незалежність Гвінеї-Бісау. Тут зберігся будинок, де він народився, а також споруджено пам'ятник на його честь.

## Розташування
Бафата розташована за 150 км на захід від столиці Бісау на пагорбі, біля підніжжя якого протікає судноплавна до цього місця річка Геба.

### Клімат
Місто знаходиться у зоні, котра характеризується кліматом тропічних саван. Найтепліший місяць — квітень із середньою температурою 31.7 °C (89 °F). Найхолодніший місяць — січень, із середньою температурою 26.7 °С (80 °F).
| Клімат Бафати           | Клімат Бафати | Клімат Бафати | Клімат Бафати | Клімат Бафати | Клімат Бафати | Клімат Бафати | Клімат Бафати | Клімат Бафати | Клімат Бафати | Клімат Бафати | Клімат Бафати | Клімат Бафати | Клімат Бафати |
| Показник                | Січ.          | Лют.          | Бер.          | Квіт.         | Трав.         | Черв.         | Лип.          | Серп.         | Вер.          | Жовт.         | Лист.         | Груд.         | Рік           |
| Абсолютний максимум, °C | 38            | 40            | 41            | 41            | 42            | 38            | 42            | 42            | 33            | 38            | 35            | 37            | 42            |
| Середній максимум, °C   | 30            | 33            | 35            | 36            | 35            | 31            | 28            | 28            | 28            | 30            | 31            | 30            | 31            |
| Середня температура, °C | 26            | 29            | 30            | 31            | 31            | 28            | 27            | 27            | 27            | 28            | 28            | 26            | 28            |
| Середній мінімум, °C    | 22            | 25            | 26            | 27            | 27            | 26            | 25            | 25            | 25            | 26            | 25            | 23            | 25            |
| Абсолютний мінімум, °C  | 13            | 16            | 18            | 18            | 20            | 21            | 22            | 21            | 20            | 18            | 16            | 10            | 10            |
| Днів з опадами          | 0             | 1             | 0             | 1             | 1             | 4             | 6             | 8             | 7             | 1             | 1             | 1             | 31            |
| ----------------------- | ------------- | ------------- | ------------- | ------------- | ------------- | ------------- | ------------- | ------------- | ------------- | ------------- | ------------- | ------------- | ------------- |
| Джерело: Weatherbase    |               |               |               |               |               |               |               |               |               |               |               |               |               |

## Історія
Про історію Бафати до появи португальських колоністів відомо небагато. В XVI-XVIII ст. місто слугувало опорним пунктом, через  який переправляли рабів в Європу. Тому архітектура Бафати виконана в португальському стилі.

## Економіка
Бафата — важливий торговельний центр для внутрішньої частини Гвінеї-Бісау. В місті виробляють цеглу, а на прилеглих сільськогосподарських територіях вирощують арахіс для внутрішнього споживання та на експорт.

## Соціальна сфера
13 березня в Бафаті створили нову єпархію Римо-Католицької Церкви.

## Транспорт
Автомобільні дороги з'єднують Бафату з Бісау, Габу, Мансаба, Бамбадінка і з Сенегалом на півночі. В місті функціонує порт та аеродром для внутрішніх перевезень.